# Comostolopsis germana
Comostolopsis germana är en fjärilsart som beskrevs av Louis Beethoven Prout 1916. Comostolopsis germana ingår i släktet Comostolopsis och familjen mätare. Inga underarter finns listade i Catalogue of Life.